# Pořejov (zámek)
Zámek Pořejov stával v centru dnes již zaniklého městečka Pořejov v okrese Tachov.

## Historie
Tvrz, která zámku předcházela, byla vystavěna patrně ve 14. století. Opevňoval ji vodní příkop, jehož pozůstatek dnes představuje podkovovitý rybník ve východní části bývalého zámeckého areálu. Na tvrzi pravděpodobně sídlili tachovští manové. Prvním takovým písemně doloženým je k roku 1380 Dluhovoj. Na základě náhrobků, dnes uložených v tachovském muzeu, můžeme ještě identifikovat rod Dolniců, kteří zde seděli nejspíše ve 40. a 50. letech 16. století. Roku 1560 získal Pořejov rychtář Sebastián Perglar z Perglasu. Ten ji roku 1567 nebo 1587 rozšířil do podoby zámku. V roce 1587 také obnovil gotický kostel sv. Bartoloměje. Po bitvě na Bílé hoře Perglarové o statek přišli. Následně se na něm vystřídala řada majitelů, až roku 1687 zámek koupil Jan Zikmund z Gotzenu a připojil jej k Boru. V roce 1728 jej pak Adam Filip Losy spojil s tachovským dominiem. Poté byl dvůr rozparcelován a zámek chátral. V roce 1756 došlo k přestavbě severozápadní části zámku na synagogu. Ke konci druhé světové války byl při ostřelování poškozen a po válce spolu se synagogou zbořen.

## Popis
Jednalo se o čtyřkřídlou budovu, přičemž hlavní obytné místnosti se nacházely v severním křídle. Do současnosti se zachovaly rozsáhlé nepřehledné ruiny a údajně také několik sklepů.